# Playa de Las Arenas (Val de San Vicente)
La playa de Las Arenas se encuentra ubicada en el municipio de Val de San Vicente, en la Comunidad Autónoma de Cantabria, España. Se encuentra al oeste de la Comunidad, bañada por el Mar Cantábrico.

## Situación
Se puede acceder por carretera desde la nacional  N-634 , a la altura de Pesués, donde una desviación por la carretera comarcal  CA-380  hacia Pechón nos acerca a esta playa. La autovía del Cantábrico  A-8  /  E-70 , en su salida de Unquera, también permite acceder a este arenal.
La playa se encuentra junto a un camping, que es el que da acceso al lugar.

### Acceso
Los vehículos pueden estacionar a unos cien metros en una explanada habilitada para ello. Para acceder a la playa hay que ir por una senda con un fuerte desnivel.

## Equipamientos
La playa carece de vigilancia. Junto al aparcamiento hay un bar-restaurante. El acceso a pie es difícil, no apto para minusválidos. Un camping se encuentra ubicado en las inmediaciones.

## Características
Este arenal está compuesto principalmente de bolos y arena dorada. Sus dimensiones medias son de 200 metros de largo y 15 de ancho. Los fuertes vientos generan un oleaje propicio para la práctica de deportes como el windsurf.